# Eufráteszi nádiposzáta
Az eufráteszi nádiposzáta (Acrocephalus griseldis) a verébalakúak (Passeriformes) rendjébe, ezen belül a nádiposzátafélék (Acrocephalidae) családjába és az Acrocephalus nembe tartozó faj. 17-18 centiméter hosszú. Izrael valamint kelet-Irak és nyugat-Irán területén költ, Afrika keleti, délkeleti részén telel. A nádasokat és a papiruszsással benőtt területeket kedveli. Többnyire rovarokkal táplálkozik. Kis költési területe miatt veszélyeztetett.

## Fordítás
- Ez a szócikk részben vagy egészben  a   Basra reed warbler című angol Wikipédia-szócikk fordításán alapul.  Az eredeti cikk szerkesztőit annak laptörténete sorolja fel. Ez a jelzés csupán a megfogalmazás eredetét és a szerzői jogokat jelzi, nem szolgál a cikkben szereplő információk forrásmegjelöléseként.